# Domenico Amanzio
Domenico Amanzio (Marano di Napoli, 2 febbraio 1854 – Napoli, 17 agosto 1908) è stato un matematico e astronomo italiano.

## Biografia
Nel 1875 si laureò in matematica a Napoli dove ottenne la libera docenza in algebra complementare nel 1878 e poi in analisi algebrica. Contemporaneamente venne nominato assistente astronomo all'Osservatorio di Capodimonte. 
Dopo aver abbandonato l'incarico per dissidi con la direzione dell'istituto, insegnò alla Scuola Militare Nunziatella e all'Istituto Tecnico di Napoli.
Il suo principale campo d'indagine fu la teoria delle forme lineari, ma fu anche autore di apprezzati testi didattici.

## Opere
- Risoluzione per serie delle equazioni quadrinomie della forma, Napoli, s. n., 1876.
- Sullo sviluppo in serie delle radici di un'equazione algebrica qualunque, Napoli, Tip. dell'Accademia Reale delle Scienze, 1877.
- Sette lezioni di algebra: ad uso degli alunni di Istituto tecnico, Napoli, B. Pellerano, 1881.
- Aritmetica pratica ad uso delle scuole ginnasiali e tecniche e dei collegi militari... , Napoli, A. Marano, 1886.
- Intorno ad una funzione isobarica , Napoli, Tipografia della R. Università, 1886.
- Trattato di aritmetica teorica, Napoli, Stabilimento tipografico di Aniello Eugenio, 1887.
- Trattato di algebra elementare, Napoli, Pellerano, 1892.
- Sopra alcuni speciali polinomii, Napoli, Tip. della Reale Accademia delle Scienze fisiche e matematiche, 1895.
- Elementi di geometria ad uso delle scuole tecniche e normali , Napoli, Stab. Tip. Nicola Jovene e C., 1904.